# Lierfoss
Lierfoss este o localitate din comuna Aurskog-Høland, provincia Akershus, Norvegia, cu o populație de 919 locuitori (2013).